# Ермоленко, Валерий Михайлович
Валерий Михайлович Ермоленко (14 июня 1920, Шостка, Черниговская губерния — 25 июля 2006, Киев) — советский и украинский энтомолог, гименоптеролог, крупный специалист по пилильщикам (Hymenoptera, Symphyta), доктор биологических наук, работал в Отделе общей и прикладной энтомологии Института зоологии им. И. И. Шмальгаузена Национальной Академии Наук Украины (г. Киев).

## Биография
Родился 25 июня 1920 года.
- В 1944—1959 годах был сотрудником кафедры зоологии беспозвоночных Университета им. Т. Шевченко (зав. кафедрой А. П. Маркевич)
- В 1959—2004 годах работал в Отделе общей и прикладной энтомологии Института зоологии им. И. И. Шмальгаузена Национальной Академии Наук Украины (г. Киев)

Умер 25 июля 2006 года в Киеве.

## Виды насекомых, описанные В. М. Ермоленко
- Pseudoxiphydria markewitschi Ermolenko, 1960

## Память
- Kuriloagenia ermolenkoi

## Основные работы
- Гусев В. Г., Ермоленко В. М., Свищук В. В., Шмиговський К. А. — Атлас комах Украіни. К., «Радянська Школа», 1962, 224 с.
- М. А. Воинственский, В. М. Ермоленко В объективе — живая природа. Изд. «Наукова думка». Киев — 1970.
- Ермоленко В. М. — Атлас насекомых — вредителей полевых культур. — Киев: «Урожай», 1984, 126 с.
- Ермоленко В. М. — К фауне рогохвостов и пилильщиков (Hymenoptera, Symphyta) Крыма. / Таксономия и зоогеография насекомых. Сборник научных трудов. Ред. В. Г. Долин, Е. Н. Савченко. К., «Наукова Думка», 1984, с. 47-56
- Ермоленко В. М. — Семейство настоящие пилильщики, или Тентрединиды -Tenthredinidae. / Определитель вредных и полезных насекомых и клещей плодовых и ягодных культур в СССР. Сост. Л. М. Копанева. Л., «Колос», 1984, 288 с.
- Зерова М. Д., Дьякончук Л. А., Ермоленко В. М. — Насекомые-галлообразователи культурных и дикорастущих растений европейской части СССР. Перепончатокрылые. — Киев: «Наукова думка». — 1988. — 160 с.
- Коломоец Т. П., Мамаев Б. М., Зерова М. Д., Нарчук Э. П., Ермоленко В. М., Дьякончук Л. А. — Насекомые-галлообразователи культурных и дикорастущих растений европейской части СССР. Двукрылые.- Киев: «Наукова думка». — 1989.- 167 с.
- Зерова М. Д., Мамонтова В. А., Ермоленко В. М., Дьякончук Л. А. — Насекомые-галлообразователи культурных и дикорастущих растений европейской части СССР. Равнокрылые, чешуекрылые, полужесткокрылые.- К., «Наукова думка».- 1991.- 343 с.

## Видео (воспоминания коллег)
- Архивная копия от 19 июня 2019 на Wayback Machine Памяти Украинского Энтомолога Валерия Михайловича Ермоленко. Энтомолог Виктор Николаевич Фурсов (г. Киев) зачитывает воспоминания коллег о украинском энтомологе Валерии Михайловиче Ермоленко (запрос по ключевым словам, Ермоленко Валерий Воспоминания) на Видеоканале Виктора Фурсова на Youtube